# جيرترود ويفر
جيرترود ويفر (بالإنجليزية: Gertrude Weaver)‏ امرأة أمريكية وهي أكبر معمر في العالم منذ 1 أبريل 2015 وقد ولدت في 4 يوليو 1898 في بلدة في ولاية أركنساس وهي قريبة من الحدود مع ولاية تكساس. عندما بلغت 116 سنة و 276 أيام أصبحت أقدم شخص حي في العالم ولديه شهادة موثقة وتثبت ذلك. وأصبحت أقدم شخص في الولايات المتحدة عند وفاة دينا مانفريديني في 17 ديسمبر 2012، وأصبحت أقدم شخص على قيد الحياة في العالم في 1 أبريل 2015 بعد وفاة اليابانية ميزاو أوكاوا. وهي أقدم سابع شخص في التاريخ موثق عالمياً، وأقدم ثالث شخص من أي وقت مضى في الولايات المتحدة، بعد سارة كنوس ولوسي هانا.

## سيرة
ولدت ويفر في جنوب غرب ولاية أركنساس لتشارلز جاينز المولود في مايو 1861 وأوفيليا جيفريز المولودة في كانون الأول 1866  والذين كانوا يتبعون نظام الزراعة السوداء. تزوجت في 18 يوليو 1915 وأنجبت أربعة أطفال.
في عمر 104 انتقلت إلى دار لرعاية المسنين في كامدن بعد ان كسر وركها. وبعد إعادة التأهيل شفيت منها وتمكنت من العودة إلى منزلها بمساعدة حفيدتها. وفي سن 109، عادت إلى دار للرعاية في كامدن، أركنساس.
ساءت صحتها إلى حد ما منذ ميلادها ال115 لكن لا تزال تتناول الوجبات وتمارس بعض الأنشطة في دار لرعاية المسنين. لم يكن لديك ويفر أي مشاكل صحية مزمنة وهي تنام بشكل جيد ولا تشرب أو تدخن.
قالت ويفر لوكالة اسوشيتد برس أن هناك ثلاثة عوامل ساهمت في طول عمرها: «الايمان بالله والعمل الجاد ومحبة الجميع»
في احتفال عيد ميلادها ال 116، أعلنت مجموعة أبحاث علم الشيخوخة أنه تم التحقق من سن ويفر مما يجعلها أقدم الاشخاص المتحقق منهم والذين يعيشون في أمريكيا وقدموا لها لوحة منقوش عليها لقبها كأقدم أمريكية 